# Karl Christian Hirsch

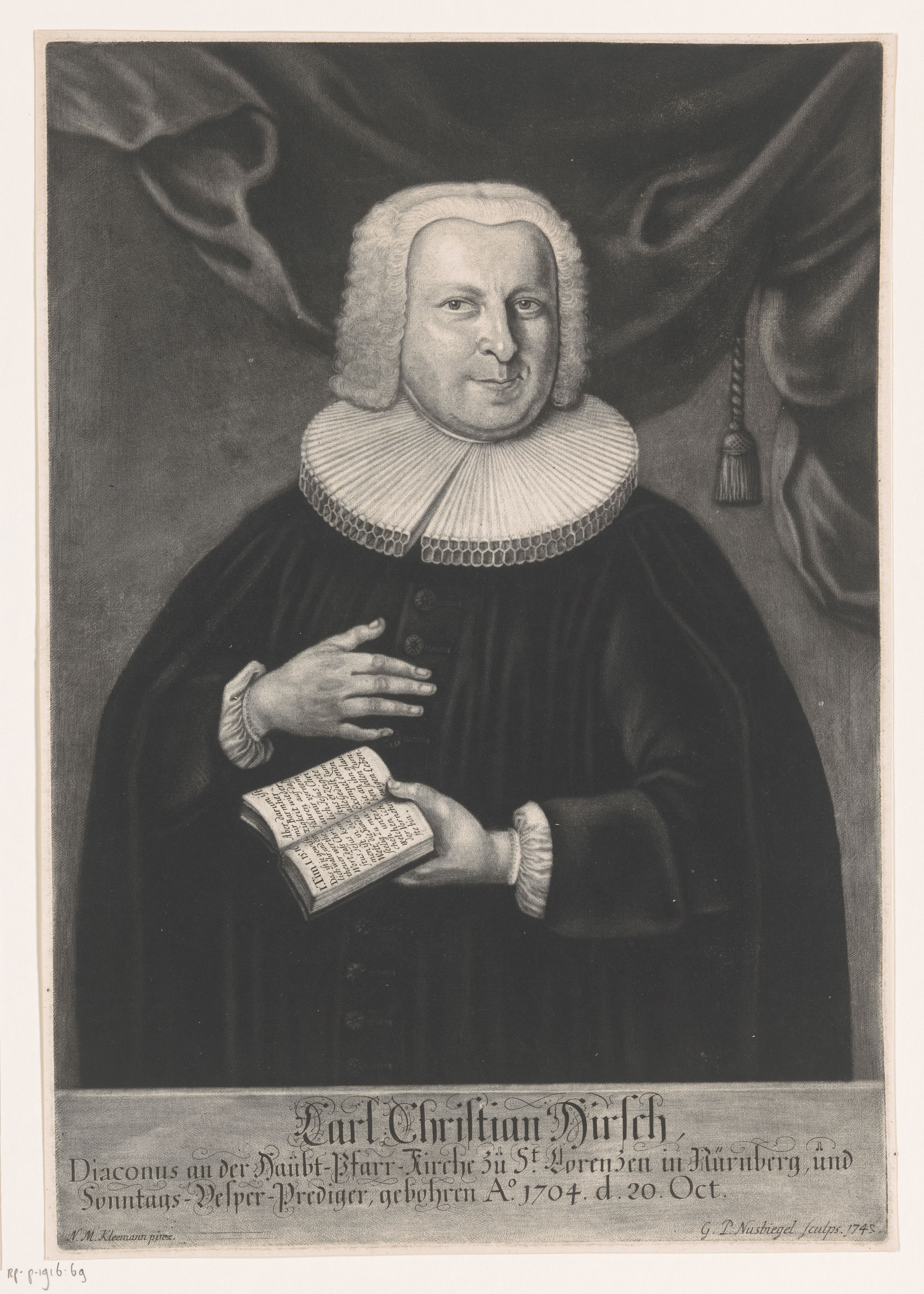
Karl Christian Hirsch

Karl Christian Hirsch (* 20. Oktober 1704 in Hersbruck; † 27. Februar 1754 in Nürnberg; auch Carl Christian Hirsch) war ein deutscher Geistlicher, Bibliograf und Kirchenhistoriker.

## Leben
Hirsch besuchte zunächst  das Gymnasium poeticum in Regensburg, eine der beiden Vorläuferschulen des Alten Gymnasiums am Ägidienplatz und des 1962  entstandenen   Albertus-Magnus-Gymnasiums. Von 1723 bis 1730 studierte er an den Universitäten in Altorf und Leipzig Theologie. Am 28. Juli 1734 wurde er als Pfarrer ordiniert. Ab 1734 war Hirsch Pfarrer in Veitsbronn und Michelbach, 1740 wurde er ständiger Diakon zu St. Lorenz in Nürnberg. Er bearbeitete unter anderem die Privatbibliothek seines Gönners Hieronymus Wilhelm Ebner von Eschenbach und leistete wichtige Beiträge zur Kirchengeschichte.

## Werke (Auswahl)
- mit Andreas Würfel: Lebensbeschreibungen aller Herren Geistlichen, welche in der Reichs-Stadt Nürnberg, seit der Reformation Lutheri, gedienet, Roth 1756.
- Ministerium ecclesiasticum Norimbergense in urbe et agro Iubilans, oder das bey dem andern Gedachtnusfest der Uebergab der Augspurgischen Confession 1730 ... jubilirende Nürnbergische Ministerium, 1730.